# Kalvestrøm
Der Kalvestrøm (dän. für „Kalbsstrom“) ist eine ca. 15 km lange und bis zu 10 Meter tiefe Meerenge zwischen den dänischen Inseln Sjælland und Tærø einerseits sowie Falster, Farø und Bogø andererseits. Westlich zweigt er vom Storstrøm ab, östlich öffnet er sich in den Ulvsund. Die nördliche Farø-Brücke quert den Kalvestrøm nördlich der Insel Farø.